# Christ (juweliersketen)
Christ Juweliere und Uhrmacher seit 1863 GmbH is een Duitse juweliersketen met hoofdkantoor in Hagen. De onderneming werd in 1863 in Frankfurt am Main opgericht. In 1994 was zij met een omzet van meer dan 600 miljoen Duitse mark en 2.400 medewerkers de grootste Duitse juweliersketen.
In 1975 werd in Zwitserland CHRIST Uhren & Schmuck als zelfstandige vennootschap opgericht, die sinds 2006 tot de Coop-Gruppe behoort.

## Historie
In 1863 richtte Wilhelm Alexander Christ (1836–1927) een winkel op in Haus Fürsteneck in de Frankfurter Fahrgasse. In 1874 verhuisde de winkel naar het pand Karlseck op de hoek van de Weißadlergasse en Kleiner Hirschgraben. In 1904 werd de zaak overgedaan aan zijn zoon Wilhelm Adolf, die de zaak vervolgens in 1927 aan zijn zoon Friedrich Wilhelm overdroeg. Het onder monumentenzorg geplaatste Haus Karlseck werd in 1933 verbouwd en gemoderniseerd. In 1944 werden de winkelruimten volledig verwoest door een bombardement. Al kort na beëindiging van de Tweede Wereldoorlog opende Friedrich Wilhelm Christ een provisorische winkel in de Schillerstraße. In 1951 werd een nieuw gebouwde winkel geopend aan de Am Roßmarkt 17.
Naast horloges verkoopt Christ sinds het begin van de 20e eeuw ook sieraden en trouwringen onder het motto Wenn’s soweit ist, Ringe von Christ. Een bekend product uit de jaren '50 was de Frankfurter Wecker, die als weksignaal de tune van het gelijknamige radioprogramma speelde.
In de loop der jaren opende Christ talrijke filialen in de Duitse steden. Na diverse eigenaarswisselingen nam de Douglas Holding in 1995 een belang in Christ en nam in 1997 de meerderheid over. Het hoofdkantoor werd daarop verplaatst naar Hagen en alle tot de groep behorende juwelierszaken werden onder de naam Christ samengevoegd. In 2012 had Christ zo'n 210 filialen en een webshop.
In juni 2011 werd een outletfiliaal geopend onder de naam Christ Outlet in Wertheim Village.
In oktober 2014 werd bekend dat Christ uit de Douglas Holding, die sinds 2012 voor het grootste deel overgenomen was door Advent International Corporation, gehaald zou worden en aan de Private-equity-partij 3i verkocht zou worden.